# Füchse Berlino
Il Füchse Berlin Reinickendorf e.V. BTSV von 1891 è la sezione di pallamano, fondata nel 1891, della società polisportiva tedesca avente sede a Berlino. Attualmente la squadra milita nel massimo campionato di pallamano tedesca, Handball-Bundesliga. 
È considerata una delle migliori squadre della Germania, che vanta: 1 Coppa di Germania, 1 Supercoppa di Germania, 3 EHF Cup, 2 Super Globe e 1 Handball-Bundesliga

## Stadio
Disputa le proprie gare interne presso la Max-Schmeling-Halle di Berlino il quale ha una capienza di 8.500 spettatori.

## Palmarès

### Competizioni regionali
- Coppa dello stato federale di Berlino: 1

1997

### Competizioni nazionali
- Coppa di Germania: 1

2013-14
- Supercoppa di Germania: 1

2024
- Handball-Bundesliga: 1

2024-25

### Competizioni internazionali
- EHF Cup/European League: 3

2014-15, 2017-18, 2022-23
- IHF Super Globe: 2

2015, 2016

## Rosa 2025-2026
| N° | Naz.                 | Ruolo | Sportivo             | Anno |  |  |
| -- | -------------------- | ----- | -------------------- | ---- |  |  |
| 1  | Germania (bandiera)  | P     | Lasse Ludwig         | 2002 |  |  |
| 3  | Germania (bandiera)  | T     | Fabian Wiede         | 1994 |  |  |
| 5  | Svezia (bandiera)    | PV    | Max Darj             | 1991 |  |  |
| 6  | Italia (bandiera)    | A     | Leo Prantner         | 2001 |  |  |
| 11 | Danimarca (bandiera) | T     | Lasse Andersson      | 1994 |  |  |
| 14 | Spagna (bandiera)    | A     | Aitor Ariño          | 1992 |  |  |
| 15 | Norvegia (bandiera)  | T     | Tobias Grøndahl      | 2001 |  |  |
| 17 | Germania (bandiera)  | T     | Nils Lichtlein       | 2002 |  |  |
| 19 | Danimarca (bandiera) | T     | Mathias Gidsel       | 1999 |  |  |
| 20 | Germania (bandiera)  | T     | Tim Freihöfer        | 2002 |  |  |
| 25 | Germania (bandiera)  | T     | Matthes Langhoff     | 2002 |  |  |
| 26 | Svezia (bandiera)    | A     | Valter Chrintz       | 2000 |  |  |
| 27 | Germania (bandiera)  | T     | Max Beneke           | 2003 |  |  |
| 29 | Austria (bandiera)   | PV    | Lukas Herburger      | 1994 |  |  |
| 34 | Fær Øer (bandiera)   | A     | Hákun West av Teigum | 2002 |  |  |
| 93 | Serbia (bandiera)    | PV    | Mijajlo Marsenić     | 1993 |  |  |
| 96 | Serbia (bandiera)    | P     | Dejan Milosavljev    | 1996 |  |  |